# Селсо
Селсо Диас дос Сантос (родился 28 февраля 1956 в Сантусе, Сан-Паулу) — бразильский футболист, игравший на позиции центрального защитника.

## Футбольная карьера
Селсо начал свою карьеру в «Ботафого Рибейран-Прету», где играл с будущей легендой, Сократесом. В 1978 году после четырёх сезонов с «Ботафого» он присоединился к «Форталезе», а на следующий год перешёл в «Ферровиарио Форталеза». В составе «Ферровиарио» он забил в ворота «Сеары», чем помог своей команде выиграть чемпионат штата.
В 1980 Селсу подписал контракт с «Васко да Гама» и два года спустя выиграл Лигу Кариока. Позже за два года он сменил три клуба: «Атлетико Паранаэнсе», «Санта-Круз Ресифи» и «Баия».
В сезоне 1985/86 в возрасте 29 лет Селсо уехал за границу, подписав контракт с португальским «Порту». В чемпионате Португалии он провёл 70 матчей и забил девять голов, выиграв в общей сложности восемь трофеев. В триумфальном еврокубковом сезоне 1986/87 он полностью сыграл все матчи и забил три гола: в ворота «Рабат Аякс» (домашняя победа 9:0, первый раунд), «Витковице» (домашняя победа 3:0, второй тур) и «Динамо Киев» (победа 2:1); он обладал очень мощным ударом и часто забивал со стандартов.
В ноябре 1987 года Селсо вошёл в символическую сборную мира от журнала «World Soccer», несмотря на то, что ни разу не играл за сборную. Он ушёл в отставку в 1992 году в возрасте 36 лет после одного сезона с «Гояс» и «Ферровиарио».